# 3885-ös busz
A 3885-ös jelzésű autóbuszvonal Sárospatak és környékének egyik regionális autóbuszjárata, amit a Volánbusz Zrt. lát el Sárospatak vasútállomás és Tokaj között, Olaszliszka-Tolcsva vasútállomás érintésével.

## Közlekedése

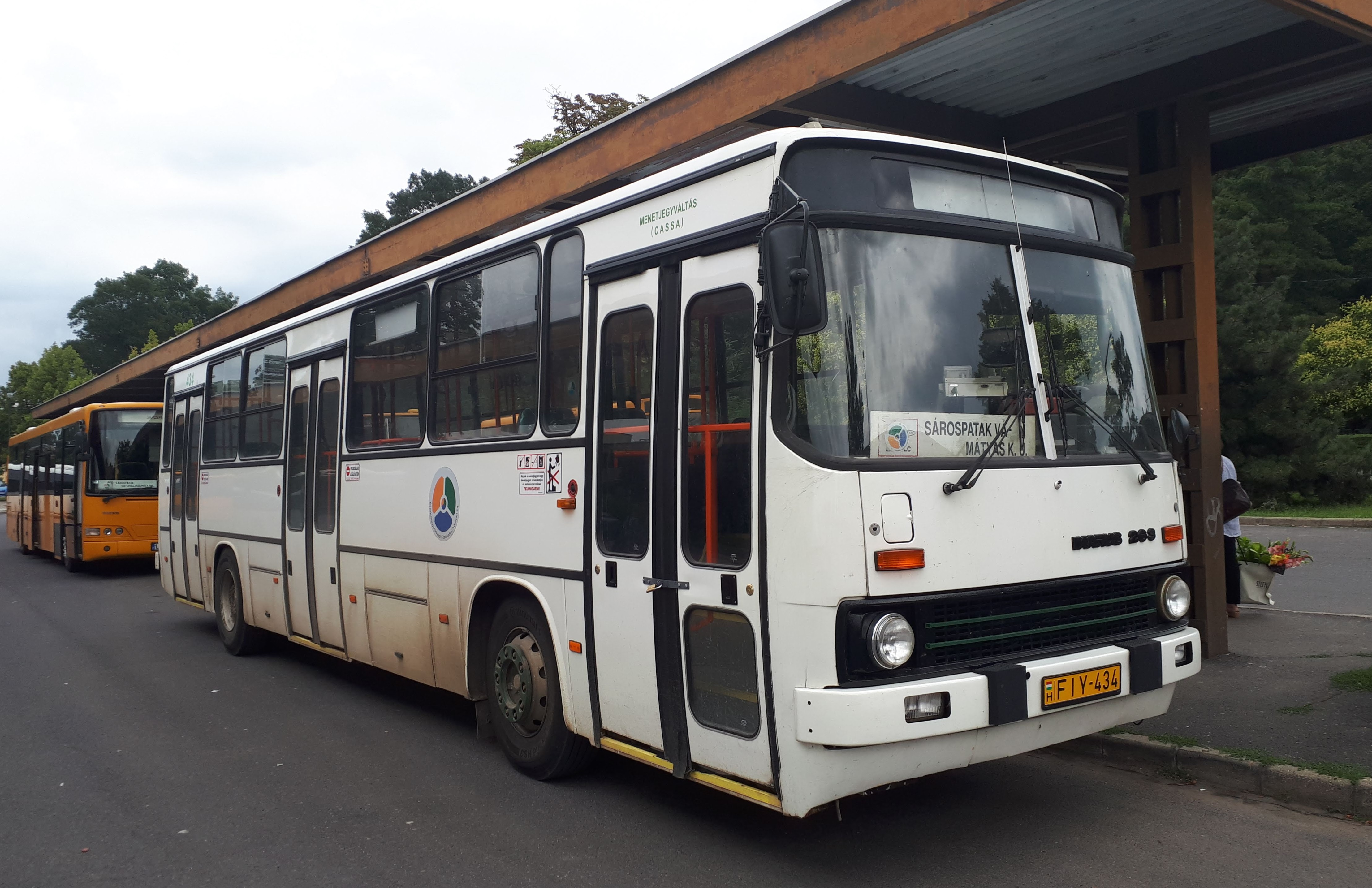
Ikarus 263 várakozik Bodroghalász felé indulásra

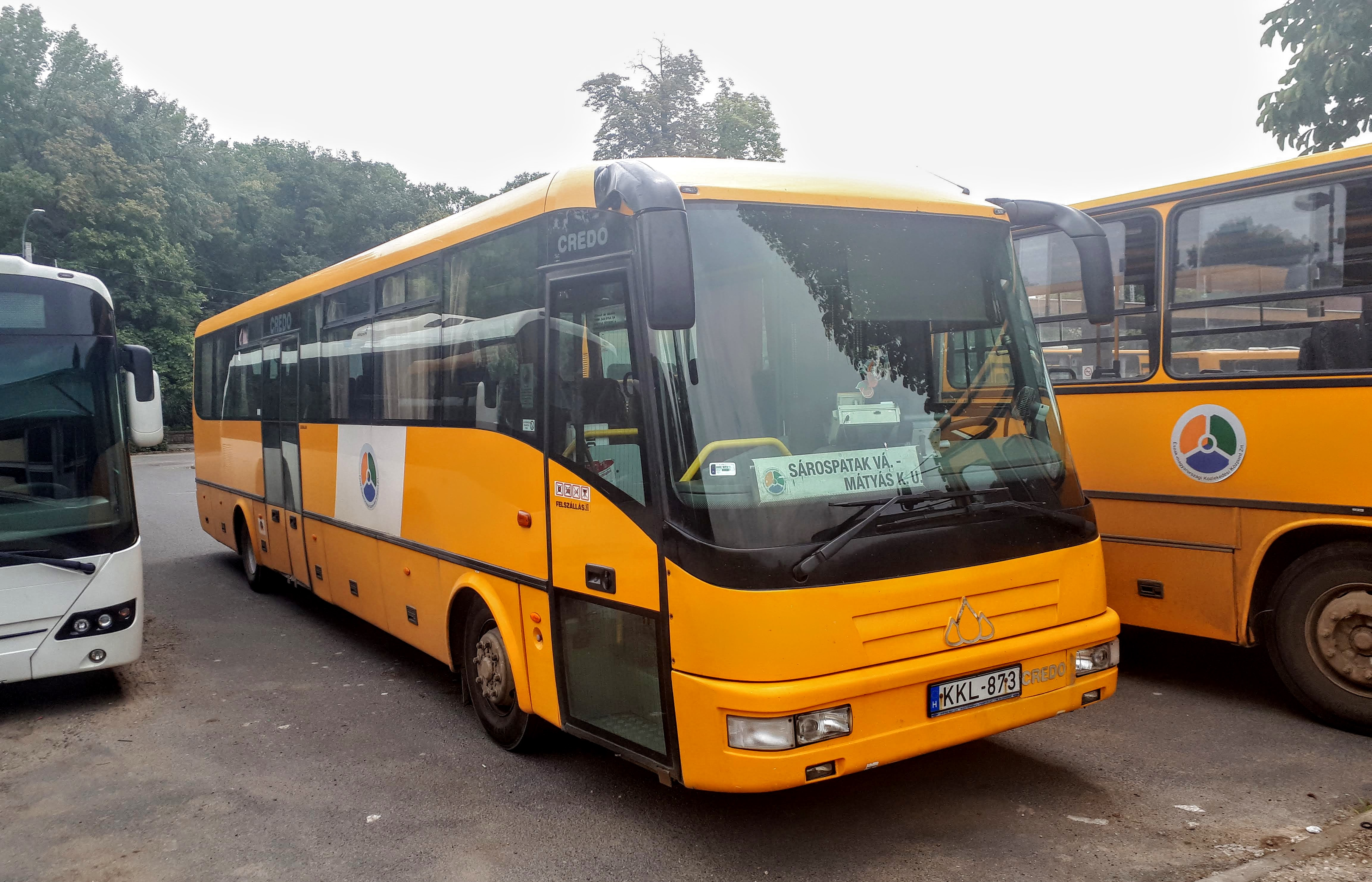
Credo EC 12-vel is utazhatunk a vonalon

A járat a Sárospataki járás székhelyének, Sárospataknak a forgalmas vasútállomását (sok járathoz vasúti csatlakozás is van) köti össze a szintén forgalmas vasútállomás (InterCity-állomás), járásközpont Tokajjal. A két város között mezőzombori átszállással közlekedhetünk vonattal, de megállói több helyen igen előnytelen elhelyezkedésűek, úgyhogy szükség van a régi 37-es úton közlekedő buszjáratra. Sok indítás csak Olaszliszka-Tolcsva vasútállomásig közlekedik, vagy innen indul. Napi fordulószáma átlagosnak mondható.

## Megállóhelyei
| 0  | Sárospatak, vasútállomás végállomás                   | 41 | 1449, 3729, 3869, 3870, 3871, 3872, 3873, 3875, 3878, 3879, 3880, 3881, 3882, 3883, 3884, 3886, 3888, 3923, 3930 személyvonat, sebesvonat, IC |
| 1  | Sárospatak, Bodrog Áruház                             | 40 | 1449, 3729, 3869, 3872, 3873, 3875, 3878, 3879, 3880, 3881, 3882, 3883, 3884, 3886, 3888, 3923                                                |
| 2  | Sárospatak, Árpád vezér Gimnázium                     | 39 | 1449, 3729, 3881, 3884 |
| 3  | Sárospatak, Arany János utca 75.                      | 38 | 3884 |
| 4  | Sárospatak, Arany János utca 107.                     | 37 | 3884 |
| 5  | Bodroghalász, bejárati út                             | 36 | 1449, 3729, 3881, 3884 |
| 6  | Sárospatak, Mátyás király út                          | 35 | |
| 7  | Baromfikeltető (21-es km-kő)                          | 34 | 3729, 3884 |
| 8  | Bodrogolaszi, sporttelep                              | 33 | 3729, 3884 |
| 9  | Bodrogolaszi, iskola                                  | 32 | 1449, 3729, 3881, 3884 személyvonat, sebesvonat                                                                                               |
| 10 | Sárazsadány, felső bejárati út                        | 31 | 1449, 3729, 3881, 3884 |
| 11 | Sárazsadány, vegyesbolt                               | 30 | 3884 |
| 12 | Sárazsadány, községháza                               | 29 | 3884 |
| 13 | Sárazsadány, Dózsa György utca                        | 28 | 3884 |
| 14 | Sárazsadány, alsó bejárati út                         | 27 | 1449, 3729, 3881, 3884 |
| 15 | Vámosújfalu, temető                                   | 26 | 3729, 3884 |
| 16 | Vámosújfalu, vegyesbolt                               | 25 | 1449, 3729, 3881, 3884, 3891 |
| 17 | Olaszliszka-Tolcsva vasútállomás                      | 24 | 1449, 3868, 3881, 3884, 3890, 3891 személyvonat, sebesvonat                                                                                   |
| 18 | Vámosújfalu, Kossuth utca 93.                         | 23 | 1449, 3868, 3881, 3890 |
| 19 | Olaszliszka, felső                                    | 22 | 1449, 3868, 3881, 3890 |
| 20 | Olaszliszka, községháza                               | 21 | 1449, 3868, 3881, 3890 |
| 21 | Olaszliszka, vegyesbolt                               | 20 | 1449, 3868, 3881, 3890 |
| 22 | Olaszliszka, Kossuth utca 117.                        | 19 | 1449, 3868, 3881, 3890 |
| 23 | Erdőbénye, vasúti megállóhely bejárati út             | 18 | 1449, 3868, 3874 személyvonat, sebesvonat |
| 24 | Szegilong, községháza                                 | 17 | 1449, 3874, 3881 |
| 25 | Szegi, Alkotmány utca 74.                             | 16 | 1449, 3874, 3881 személyvonat, sebesvonat |
| 26 | Szegi, vegyesbolt                                     | 15 | 1449, 3874, 3881 |
| 27 | Szegi, felső                                          | 14 | 1449, 3874, 3881 |
| 28 | Bodrogkisfalud, Hunyadi út                            | 13 | 1449, 3874, 3881 |
| 29 | Bodrogkisfalud, bejárati út                           | 12 | 1449, 3874, 3881 |
| 30 | Bodrogkeresztúr, vasútállomás                         | 11 | 1449, 3874, 3881, 3892 személyvonat, sebesvonat                                                                                               |
| 31 | Bodrogkeresztúr, Kossuth utca 20.                     | 10 | 1449, 3874, 3881, 3892 |
| 32 | Bodrogkeresztúr, községháza                           | 9  | 1449, 3874, 3881, 3892 |
| 33 | Bodrogkeresztúr, tarcali elágazás                     | 8  | 1449, 3874, 3881, 3892 |
| 34 | Tokaj, Téglagyár                                      | 7  | 3874, 3892 |
| 35 | Tokaj, Egészségügyi Központ                           | 6  | 1449, 3807, 3808, 3853, 3874, 3881, 3892, 4243                                                                                                |
| 36 | Tokaj, Kereskedelmi és Idegenforgalmi Szakközépiskola | 5  | 1449, 3807, 3808, 3853, 3874, 3881, 3892, 4243                                                                                                |
| 37 | Tokaj, Vasipari KTSZ                                  | 4  | 3853, 3892 |
| ∫  | Tokaj, Bethen Gábor út 43.                            | 3  | 3853, 3892 |
| 38 | Tokaj, Serház utca 38.                                | ∫  | 1449, 3807, 3808, 3853, 3874, 3881, 3892, 4243                                                                                                |
| ∫  | Tokaj, Mosolygó József utca 1.                        | 2  | 1449, 3807, 3808, 3853, 3874, 3881, 3892, 4243                                                                                                |
| 39 | Tokaj, gimnázium                                      | 1  | 3807, 3808, 3853, 3874, 3892, 4243, 4245 |
| 40 | Tokaj, vasútállomás végállomás                        | 0  | 3853, 3874, 3892, 4243, 4245 személyvonat, gyorsvonat, IC                                                                                     |